# القزعة (حبيش)

تعديل مصدري - تعديل

القزعة محلة تابعة لقرية العيدان، التابعة لعزلة الجعافرة بمديرية حبيش إحدى مديريات محافظة إب في الجمهورية اليمنية، بلغ تعداد سكانها 187 حسب تعداد اليمن لعام 2004.